# Cholecystogram
Cholecystogram is een vorm van röntgenonderzoek van de galblaas.
Voor het uitvoeren van cholecystogram wordt een kleurstof die röntgenstraling slecht doorlaat (contraststof) ingespoten. Onder normale omstandigheden zal deze kleurstof worden geconcentreerd in de galblaas, die daardoor duidelijk zichtbaar wordt op een röntgenfoto. Op deze manier is het mogelijk om de functie en vorm van de galblaas te onderzoeken. Het onderzoek werd onder meer uitgevoerd bij patiënten met cholecystitis.
Sinds de opkomst van echografie is het maken van een cholecystogram niet meer nodig.